# Liolaemus petrophilus
Liolaemus petrophilus este o specie de șopârle din genul Liolaemus, familia Tropiduridae, descrisă de Donoso-barros și Cei 1971. A fost clasificată de IUCN ca specie cu risc scăzut. Conform Catalogue of Life specia Liolaemus petrophilus nu are subspecii cunoscute.